# Sega Pico
El SEGA Pico era un juguete electrónico de Sega. El objetivo era crear un sistema de videojuegos orientado a los niños, principalmente entre los 2 y los 8 años. El eslogan utilizado era "the computer that thinks it's a toy." ("el ordenador que cree ser un juguete.")
Los cartuchos utilizados fueron nombrados "storyware", y tenían forma de libros. Cada vez que el jugador pasaba la página del cartucho la pantalla cambiaba la imagen mostrada. Los juegos eran controlados mediante un bolígrafo "mágico" y botones. La última página de cada libro incluía un modo de dibujo, donde el jugador podía insertar imágenes de personajes procedentes del libro. Todo el software fue calificado como EC - Early Childhood (niñez temprana) por el ESRB.

## Lista de software disponible
- Adventures in Letterland With Jack and Jill
- Crayola: Create a World
- Disney's 101 Dalmatians
- Disney Pixar's Cars
- Disney Pixar's Cars 2
- Disney Pixar's Cars 3
- Disney's Pocahontas
- ¡Ecco Jr. y la Gran Búsqueda del Tesoro en el Oceano!
- El Día Más Ajetreado de las Vidas de Felipe y Gusy
- El Profesor Pico en el Mundo de los Colores
- Las Adventuras del Rey León
- Lápices de Colores Mágicos
- Math Antics with Disney's 101 Dalmatians
- Mickey: Le Echa un Vistazo al Pasado
- Muppets on the Go
- Musical Zoo
- Peppy's Puzzles
- Pink Panther's Magic Island
- Pink Panther's Shapes and Colors
- Paw Patrol It's on The Roll
- Pocahontas
- Scholastic's The Magic School Bus
- Sesame Street
- Smart Alex and Smart Alice: Curious Kids
- Sonic the Hedgehog's Gameworld
- Taiko no Tatsujin Music Lessons
- Tails y el músico
- The Great Counting Caper With the 3 Blind Mice
- The Loud House: Rockin' Out Loud Racing adventures
- The Loud House: Revenge of Lincoln Loud
- The Loud House Movie: Scotland Ride
- The Loud House: Racing Undercover
- Un Año en la Esquina de Pooh
- Un Día en la Escuela con los Ositas Berenstain
- Pokémon: Catch the Numbers!
- Pokémon Advanced Generation: I've Begun Hiragana and Katakana!
- Pokémon Advanced Generation: Pico for Everyone Pokémon Loud Battle!